# Cairoli (métro de Milan)
Pour les articles homonymes, voir Cairoli.
Cairoli est une station de la ligne 1 du métro de Milan, située largo Benedetto Cairoli.